# Agnes Meyer (Schaustellerin)
Agnes Meyer, geborene Klauer (* 3. Oktober 1896 in Geistingen; † 9. März 1990 in Neuwied), war eine deutsche Schaustellerin, die als „Mutter Courage vom Rhein“ bekannt wurde, nachdem sie während der Zeit des Nationalsozialismus als einzige Nichtjüdin durch „Mut, Tatkraft und geschicktes Taktieren“ das Überleben eines Teils ihrer jüdischen Familie ermöglicht hatte. 1984 wurde sie mit dem Bundesverdienstkreuz geehrt. Der Schriftsteller Friedrich Wolf verarbeitete ihre Geschichte in dem Romanfragment Die Karussellagnes: Roman einer tapferen Frau.

## Leben
Agnes Klauer war das jüngste von 18 Kindern in einer katholischen Kölner Familie von Schaustellerinnen und Schaustellern. Während des Ersten Weltkriegs leistete sie 1915 in einer Geschossfabrik in Siegburg Kriegsdienst und lernte dort ihren späteren Ehemann, Julius Meyer aus Neuwied kennen, der ebenfalls Schausteller war. Das Paar heiratete 1920, ihr Sohn Herbert wurde 1921 geboren und sie gründeten ihren eigenen Karussellbetrieb in Köln, den sie nach und nach vergrößerten.
Mit dem Machtantritt der Nationalsozialisten 1933 begannen für Julius Meyer und seine Familie die antijüdischen Repressionen und Denunziationen. Der Betrieb konnte nur aufrechterhalten werden, weil er von einem wohlwollenden Kölner Finanzbeamten rückwirkend auf die „arische“ Agnes Meyer überschrieben wurde, so dass sie das Unternehmen unter ihrem Namen alleine weiterführen konnte. Der Betrieb zog durch ländlicher Regionen in der Hoffnung, dort weniger bekannt zu sein und nicht aufzufallen, so blieb die Familie etwa während der Novemberpogrome 1938 in einem kleinen Ort in Oberschlesien unbehelligt, während die Schwiegereltern in Neuwied „Schutzhaft“, gesundheitliche Schäden und Zerstörung ihres Eigentums hinnehmen mussten.
Agnes Meyer versorgte ihre Familie und erledigte alle „öffentlichen“ Aufgaben, während sich Ehemann und Sohn möglichst unauffällig im Hintergrund hielten. Im Jahr 1942 wurde Julius’ Schwester Rosa nach Auschwitz deportiert und seine Eltern nach Theresienstadt, wo seine Mutter im Oktober 1942 verstarb. Agnes und Julius Meyer, die zu dieser Zeit in Schlesien unterwegs waren, fuhren nach Theresienstadt, um dort etwas zum Verbleib des Vaters Wolf Meyer zu erfahren und diesen zu unterstützen, was zunächst auch gelang. 1943 wurde dieser jedoch ins KZ Auschwitz transportiert und dort ermordet.
Noch 1944 reiste Agnes Meyer von Schlesien allein nach Köln, um ihre Wandergewerbe-Dokumente verlängern zu lassen. Ihr Mann entging im Juli 1944 der Deportation, indem Agnes Meyer dafür sorgte, dass er stattdessen mit einer Kolonne von „Ostarbeitern“ in ein Arbeitslager nach Tschenstochau gebracht wurde. Beim Vorrücken der sowjetischen Armee Anfang 1945 wurde er mit anderen Erkrankten in ein Krankenhaus in Patschkau verlegt und sie campierte in der Nähe allein in ihrem Wohnwagen. Dort wurde sie Zeugin der Todesmärsche von KZ-Häftlingen und versuchte den hungernden Menschen vom Wegrand aus zu geben, was sie selbst hatte – woraufhin sie und die Häftlinge von den Wachmannschaften zusammengeschlagen wurden. Kurz vor Kriegsende fand die Familie wieder zusammen, nachdem sich Sohn Herbert vom Arbeitsdienst abgesetzt hatte und Julius Meyer vor einer weiteren Verlegung hatte fliehen können. Man hielt sich versteckt und Agnes Meyer arbeitete im Austausch für Lebensmittel unerkannt in der Umgebung.
Nach ihrer Rückkehr nach Neuwied baute die Familie den Schaustellerbetrieb wieder auf, der bis in die Gegenwart existiert. Außer den Schwiegereltern  Wolf und Mathilde Meyer, die in Theresienstadt ermordet wurden, wurden drei von Julius’ Geschwistern – Rosa, Frieda und Johanna – nach Auschwitz deportiert und ermordet. Julius Meyer starb 1968.
Der Schriftsteller Friedrich Wolf ließ sich kurz nach dem Krieg durch Julius Meyer das Schicksal der Familie in einem ausführlichen Brief berichten; das daraus 1950/51 entstandene Romanfragment Die Karussellagnes: Roman einer tapferen Frau  bzw. Auszüge daraus erschien 1988 in dem dokumentarischen Sammelband Friedrich Wolf – Weltbürger aus Neuwied.
Am 24. November 1989 wurde Agnes Meyer mit der Verdienstmedaille des Verdienstordens der Bundesrepublik Deutschland ausgezeichnet. Sie starb 1990 nach kurzer Krankheit in Neuwied.